# Abraxas chrysostrota
Abraxas chrysostrota là một loài bướm đêm trong họ Geometridae.